# Imme Beccard
Imme Beccard (* 1970 in Ibbenbüren) ist eine deutsche Schauspielerin.

## Leben
Imme Beccard studierte von 1994 bis 1999 Angewandte Kulturwissenschaften und Ästhetische Praxis an der Universität Hildesheim. Im Rahmen von Schauspielstipendien studierte sie an der Hochschule der Künste (HKU, Hoogeschool voor de Kunsten) in Utrecht (1996/97), an der Neuen Universität Sofia (1997) und 1997/98 an der Universität Aarhus und der Schauspielschule des Theaters Aarhus (Skuespillerskolen ved Aarhus Teater).
Es folgten einige Jahre mit freien Theaterarbeiten in Hildesheim, Hannover, Bremen, Berlin und Leipzig. Von 2002 bis 2014 war sie festes Ensemblemitglied am Deutschen Theater Göttingen. 2007 erhielt sie den Nachwuchspreis des Fördervereins des Deutschen Theaters Göttingen.
2014 gastierte sie am Staatstheater Oldenburg. 2015 war sie als Gast am Staatstheater Braunschweig engagiert. Sie gastierte außerdem an der Burghofbühne Dinslaken und seit 2016 regelmäßig am Theater für Niedersachsen in Hildesheim. 2016 trat sie als Hauptdarstellerin in zwei Produktionen am Klecks-Theater Hannover auf. 2019 gastierte sie an den Hannoverschen Kammerspielen. In der Spielzeit 2019/20 war sie als Karla in der Produktion Die erstaunlichen Abenteuer der Maulina Schmitt am Theater Lüneburg zu sehen.
Imme Beccard gehört seit 1997 zum Ensemble des freien „Theater M21“. Als Schauspielerin ist sie regelmäßig in der Freien Theaterszene Niedersachsens (Theater Systema in Hannover, Theater hof19, Ensemble Gretchen 30) aktiv und arbeitet mit freien Kollektiven wie dem Boat People Projekt und der Werkgruppe2 zusammen.
Beccard stand auch für einige Film- und TV-Produktionen vor der Kamera. In der 17. Staffel der ZDF-Serie SOKO Wismar (2021) übernahm sie eine Episodenhauptrolle als tatverdächtige Ehefrau eines getöteten Gastwirts. In der 7. Staffel der TV-Serie In aller Freundschaft – Die jungen Ärzte (2022) spielte sie eine tief in einer christlichen Gemeinschaft verwurzelte Mutter, die ihre Tochter zur Hochzeit mit einem Glaubensbruder drängen will.
Ab 2018 war Imme Beccard Lehrbeauftragte an der Leibniz Universität Hannover. Seit 2024 ist sie dort wissenschaftliche Mitarbeiterin im Studienfach Darstellendes Spiel.
Imme Beccard lebt in Hannover.

## Filmografie (Auswahl)
- 2014: Ausbruch in die Kunst – Die Zelle des Julius Klingebiel
- 2016: Solness (Kinofilm)
- 2016: Leningrad Sinfonie – Eine Stadt kämpft um ihr Leben
- 2017: Tatort: Borowski und das Land zwischen den Meeren (Fernsehreihe)
- 2020: Johannes Brahms – Die Pranke des Löwen
- 2021: Die Liebe des Hans Albers
- 2021: SOKO Wismar: Die Kneipe (Fernsehserie, eine Folge)
- 2021: Am Ende der Worte
- 2022: Polizeiruf 110: Keiner von uns (Fernsehreihe)
- 2022: In aller Freundschaft – Die jungen Ärzte: Fremdbestimmt (Fernsehserie, eine Folge)
- 2022: Die Kanzlei: Der Wert des Lebens (Fernsehserie, eine Folge)
- 2023: Notruf Hafenkante: Ausweglos (Fernsehserie, eine Folge)
- 2024: The Bitter Taste

## Hörspiele (Auswahl)
- 2007: Nicola Bongard, Jan Exner: Café Bambi – Regie: Nicola Bongard, Jan Exner (Original-Hörspiel – Nicola Bongard/Jan Exner; ausgestrahlt vom SWR)
- 2007: Nicola Bongard, Jan Exner: Loses Schuhwerk. Ein road radio Drama in sechs Lebensläufen – Realisation: Nicola Bongard, Jan Exner (Originalhörspiel – Nicola Bongard/Jan Exner; ausgestrahlt vom SWR)
- 2025: Kai Karlsson: Stiller als die Nacht. Der Schweden-Krimi-Adventskalender – Regie: Kai Dorenkamp (Original-Hörspiel der Oetinger Verlagsgruppe)